# Studentikos stavning
Studentikos stavning är vanligt förekommande i studentikosa sammanhang och innebär en förkärlek för alternativa och tillkrånglade stavningar av allehanda ord, ofta efterliknande den ålderdomliga stavning med dekorativa inslag som rådde före stavningsreformen 1906. Den studentikosa stavningen är oftast självironisk.

## Exempel
- att peta in ett h i ett ord, därhelst det passar; öl blir öhl, och en studentorkester kan heta LiTHe Blås
- att byta ut v mot fw eller fv, därhelst det passar; huvudstaden blir hufvudstaden och givetvis blir gifwetvis
- att byta ut f mot ph; ordförande blir ordphörande och Loftet blir Lophtet
- att byta ut o mot Ø (s.k. "datornolla"), förekommer huvudsakligen bland teknologer och systemvetare; nollan blir nØllan
- att byta ut å, ä, eller ö mot ou, aa, æ, ae, oe, eu eller ø; öhl blir øhl eller möjligtvis oehl, fösare blir pheusare eller phøsare, overall blir ouverall(e); byte åt motsatt håll förekommer också, så att t.ex. overall kan bli overål
- att byta ut k och hårt c mot q eller qu; kurator blir qurator, Oscar blir Osquar, Karl blir Quarl, och en orkester kan heta Promenadorquestern
- att kasta om el i slutet på ord; exempel blir exemple, pöbel blir pöble, jubel blir juble
- att byta ut k-ändelser mot que; gask blir gasque
- att byta ut den bestämda plural-ändelsen -na mot -ne, till exempel studentorkestrarna Phontrattarne eller Luhrarne
- vid juridisk fakultet förekommer det att § får ersätta s; en sillunch kan kallas "sillis" och skrivas som §illi§.

Varianterna kan kombineras fritt; Kräftfesten blir Quraephtphaesten, Fryksås blir Phrüxaas och läsk blir læsque.